# 扎墨公路
墨脱公路（又称扎墨公路）是一条位于西藏自治区境内的公路，连接波密县扎木镇和墨脱县莲花广场，全长117.278公里，按照砂石路面的四级公路的标准建设。扎墨公路路段还有条石路面、过水路面和沥青砼路面；困难路段是等外路，悬崖路段最窄处只有4米或更窄。现在被编入国道，达木珞巴族乡以北属国道G559线，以南属国道G219线。由于道路狭窄且路况较差，一般外地车辆须遵守双数日仅驶向墨脱方向，单数日仅驶向波密方向的规定。

## 历史
1961年10月，西藏自治区筹委会公路处技术员与军区人员踏勘了自米林县派区翻越多雄拉、工布拉至墨脱的路线，正在修建马行道的部队接应下，调查结论是翻越垭口的公路修不通。
1965年，拉萨副市长率领700名民工修建从帕隆藏布老虎嘴沿雅鲁藏布江至墨脱道路。在帕隆藏布上修建了一座简易悬索吊桥，修了8里路，因太艰险而停工。
1973年，国家交通部批准西藏自治区交通局上报的从米林县翻越德阳拉至墨脱的公路设计任务书。1973年9月，西藏公路勘察设计院派出勘测队翻越德阳拉至墨脱县希让村（西让村）、墨脱县委与县革委会所在地马尼翁、翻过易工伯山脊至汗密，再经马尼翁沿雅鲁藏布江和帕隆藏布江的沿江线上溯至川藏公路的帕隆。当年12月底返回拉萨。1974年5月，该勘测队从波密翻越嘎隆拉，沿嘎隆藏布江至墨脱。又翻金珠拉垭口回到波密县；8月自波密县索瓦卡登上索瓦拉垭口后折返。至此，踏勘了6条进入墨脱县的路线：
1. 翻越德阳拉经希让村至墨脱
2. 从派区翻多雄拉经汗密至墨脱
3. 从帕隆老虎嘴沿帕隆藏布江、雅鲁藏布江的沿江线路至墨脱
4. 索瓦拉垭口至夺嘎，与沿线线路相接
5. 翻越嘎隆拉山多热拉垭口至墨脱
6. 由达兴翻越金珠拉垭口经格当乡至墨脱。其中第三条是沿江方案，不需要翻山。沿江方案虽然可以全年通行，但泥石流、滑坡、洪水等地质危害风险高。

勘测队用4年多时间完成勘测，全长141.2公里，编制了初步设计，概算总投资额3296万元。
1975年7月，墨脱公路修建指挥部成立，辖西藏公路工程处第一工程队，自治区知识青年筑路队与解放军某部。1981年2月工程正式下马放弃，此时公路修建的里程到121K，距离墨脱县城还有20km；通车至106K。1981年6月，自治区公路系统放弃维护已通车公路。
1988年夏墨脱县自筹资金50万元，成立了县工程指挥部，恢复80公里长的墨脱公路。在80公里处设置了汽车运输转为人力骡马运输的转运站。1990年6月9日交通部、自治区两级投资的墨脱公路续建工程开工，自80公里处向前延伸。1993年9月25日公路粗通。
2001年，交通部公路勘察设计二院开始再次入场踏勘。从2005到2007年开展布线工作。
该公路于2009年4月20日全线开工建设，2013年10月31日全线通车，总投资15.99亿元。以全长3315米的隧道穿越了嘎隆拉山。墨脱公路后，中国所有县级行政单位都有公路连通。

## 通行
由于公路沿线江水丰沛、地质条件复杂，墨脱公路时常处在「南通北阻、北通南阻」的状态。